# Alexander Kajdan
Alexander Petrovitch Kajdan (em russo: Александр Петрович Каждан; 3 de setembro de 1922 – 29 de maio de 1997) foi um historiador soviético-americano especialista no Império Bizantino (bizantinista).

## Biografia
Nascido em Moscou, Kajdan estudou no Instituto Pedagógico de Ufa e na Universidade Estatal de Moscou, onde estudou com o historiador da Inglaterra medieval, Evgeni Kosminski. Um projeto da União Soviética pós-guerra para reavivar a escola russa Bizantinista, levou Kajdan escrever uma tese sobre a história agrícola do Império Bizantino tardio (publicado em 1952 como Agrarnye otnosheniya v Vizantii XIII-XIV vv.) Apesar de uma crescente reputação no seu campo, o preconceito anti-semita da Academia Soviética da era de Stalin, foi forçada aceitar uma série de posições impostas por Kajdan como professor provincial (em Ivanovo, 1947-49, e Tula, 1949-1952). Após a morte de Stalin em 1953, a situação de Kajdan melhorou, e foi contratado por uma faculdade em Velikiye Luki. Em 1956, ele finalmente obteve uma posição no Instituto de História da Academia Soviética de Ciências, onde permaneceu até deixar a União Soviética em 1978.